# Bielinske (Lenine)
Bielinske (în ucraineană Бєлінське) este localitatea de reședință a comunei Bielinske din raionul Lenine, Republica Autonomă Crimeea, Ucraina.

## Demografie
Componența lingvistică a localității Bielinske
     Rusă (58,96%)
     Tătară crimeeană (29,48%)
     Ucraineană (11,18%)
Conform recensământului din 2001, majoritatea populației localității Bielinske era vorbitoare de rusă (58,96%), existând în minoritate și vorbitori de tătară crimeeană (29,48%) și ucraineană (11,18%).